# Центральноафриканские мангры
Центральноафриканские мангры — крупнейший в Африке экорегион мангровых болот, расположенный на западном побережье Африки, в основном в Нигерии, его площадь составляет 30 996 км². Статус сохранности экорегиона оценивается как критический, его специальный код — AT1401.

## Местоположение и описание
Эти мангровые леса находятся в плодородных устьях рек и лагунах и содержат деревья до 45 метров высотой. Большая часть экорегиона находится в Нигерии, с важными областями в Камеруне и Экваториальной Гвинее, Габоне, Гане, Демократической республике Конго и на севере Анголы. Наибольшая площадь в регионе — в дельте реки Нигер в Гвинейском заливе, также есть области на восточной стороне дельты реки Кросс в Нигерии и Камеруне, вокруг города Дуала в Камеруне и в устье реки Муни на границе Экваториальной Гвинеи и Габона. Помимо того, что мангровые леса являются домом для многих видов фауны и флоры, они также фильтруют воду и создают на берегу отложения почвы, богатой питательными веществами. Мангры процветают во влажном тропическом климате, на берегах тёплых морей, в местах, где высокие приливы гонят воду вверх по течению рек. Поэтому мангров меньше на побережье Конго, где Бенгельское течение приносит холодную морскую воду, но отдельные области встречаются дальше к югу, в Анголе.

## Флора
Существуют пять основных местных видов мангровых деревьев в экорегионе: Ризофора мангле, Rhizophora racemosa, Rhizophora harrisonii, Авиценния блестящая и Лагункулария. Нипа кустистая была введена из Азии.

## Фауна
В регионе обитают богатые сообщества устриц, крабов, беспозвоночных, а также большое разнообразие рыб, которые укрываются и нерестятся среди мангров, поддерживая жизнь животных, включая обезьян, африканского ламантина (Trichechus senegalensis) и черепах — африканского трионикса (Trionyx triunguis). Птицы включают гнездящихся водоплавающих, в том числе таких, как зелёная кваква (Butorides striatus) и камышовый баклан (Microcarbo africanus), а также большие стаи остальных, которые появляются здесь во время сезонных миграций.

## Угрозы и охрана
Нигерия является самой густонаселенной страной в Африке, которая увеличивает нагрузку на крупнейшие оставшиеся области этих плодородных прибрежных мест обитания. Большая часть побережья была очищена для городского и промышленного развития, например, для постройки таких сооружений, как нефтеперерабатывающие заводы в дельте реки Нигер, которые послужили причиной загрязнения рек и болот. Городские районы, которые ранее были манграми, включают Лагос в Нигерии и Дуалу в Камеруне. Другими проблемными моментами для региона являются обессоливание и сельское хозяйство. Тем не менее, мангры являются достаточно устойчивой средой обитания, поэтому небольшие изолированные полоски мангров сохраняются вдоль всего побережья Западной и Центральной Африке. Охраняемые территории включают Дуала-Эдеа в Камеруне и Сонго в Гане, Кета, также в Гане, является местом, которое защищается Рамсарской конвенцией.

## Провинции, полностью или частично расположенные в экорегионе
- Ангола: Заире;
- Габон: Приморское Огове, Эстуарий;
- Гана: Большая Аккра, Вольта;
- ДР Конго: Центральное Конго;
- Нигерия: Аква-Ибом, Байэлса, Дельта, Кросс-Ривер, Лагос, Огун, Ондо, Риверс;
- Камерун: Прибрежный регион, Юго-Западный регион;
- Экваториальная Гвинея: Литораль.